# Richard Stika
Richard Frank Stika (ur. 4 lipca 1957 w St. Louis, Missouri) – amerykański duchowny katolicki, biskup Knoxville w metropolii Louisville w latach 2009–2023.

## Życiorys
Urodził się w rodzinie Franka i Helen z domu Musielak. Ojciec miał korzenie czeskie, a matka polskie. Ukończył archidiecezjalne seminarium duchowne Kenrick-Glennon. Święcenia kapłańskie otrzymał 14 grudnia 1985 z rąk ówczesnego metropolity St. Louis Johna Maya. Pracę duszpasterską w parafiach archidiecezji dzielił z funkcją wicedyrektora ds. powołań. W latach 1994–2004 kanclerz archidiecezji St. Louis. Oprócz tego był mistrzem ceremonii, wikariuszem generalnym (lata 1997-2004) i członkiem kolegium konsultorów (1997-2009). W roku 1995 otrzymał tytuł prałata honorowego Jego Świątobliwości. Od 2004 wikariusz archidiecezjalny ds. Ochrony Dzieci i Młodzieży, a także proboszcz jednej z parafii w Ladue. W 2004 przeszedł operację kardiochirurgiczną.
12 stycznia 2009 mianowany ordynariuszem diecezji Knoxville w Tennessee. Sakry udzielił mu kardynał Justin Francis Rigali, który jest jego bliskim przyjacielem, Stika jest też uważany za protegowanego kardynała. 
27 czerwca 2023 papież Franciszek przyjął jego rezygnację z pełnionej funkcji.
Członek Rycerzy Kolumba i Zakonu Rycerskiego Grobu Bożego w Jerozolimie.